# Colotois fusca
Colotois fusca là một loài bướm đêm trong họ Geometridae.